# Molina y Los Cósmicos
Molina y Los Cósmicos es el nombre artístico usado por el cantautor uruguayo Nicolás Molina acompañado por Martín Méndez, Ignacio Vitancurt, Sebastián Arruti, Andrés Mastrangelo y Emma Ralph.

## Historia
Molina y Los Cósmicos surge como un proyecto musical en Castillos, Rocha, Uruguay en 2009. Nicolás Molina comienza a trabajar en el estudio de grabación y sello discográfico SONDOR, donde graba con artistas como la Filarmónica de Montevideo, Renee Pietrafesa Bonett o los españoles Senior i el Cor Brutal. A raíz de su trabajo con diversos artistas, decide viajar a los 24 años a España y se muda a Valencia y Murcia donde adquiere mayor experiencia en el mundo de grabaciones.
Sus primeras presentaciones en vivo fueron con el nombre artístico "Los Seres Cósmicos".
El nombre se origina del apellido del músico, y de El Cósmico, una localidad en Marfa, Texas, que tiene un significado especial por sus influencias musicales para el cantante en su viaje aEstados Unidos: "Es un lugar donde a la gente le sale el folk por los poros".
En 2014, Nicolás Molina estuvo invitado para cantar en vivo en el programa Blíster de TevéCIUDAD y fue entrevistado en el Espacio Mundo Maravilla por Max Capote y en el programa de televisión Salí de Canal 20 de Uruguay.
En febrero de 2014, Molina y Los Cósmicos reciben una buena crítica por parte de la revista estadounidense Remezcla de Los Ángeles, California sobre su álbum debut "El Desencanto". El periodista Joel Moya describe a su música como "un indie folk soledado con toques de Spaghetti western". Su canción "En el camino del sol" es trasmitida en la Radio KEXP 90.3 FM de Seattle, Estados Unidos y estuvo en el lugar número 11 de la lista de los favoritos de los DJs de la emisora.
En 2014, Molina y Los Cósmicos comienzan participar en el Festival "El mapa de todos" en Porto Alegre, Brasil, donde comparten escenario con Bomba Estéreo y Camila Moreno y en la "Fest Contrapedal" en Montevideo, Uruguay con actuaciones en vivo.
En 2015, realizan la música del corto estadounidense "El Camino Solo" dirigida y escrita por Shawn Telford, que participó en el Sun Valley Film Festival en Idaho, Estados Unidos.

## Discografía
- El Desencanto (2014)

Es un disco que contiene canciones sobre el desamor e historias relacionadas al desencanto. Para Nicolás Molina «Habla de lo malo de vivir en frecuencias diferentes, en lugares diferentes. Los personajes de El desencanto están presos de ese destino y ni Montevideo o Valencia los podrá salvar»
- El Folk de la Frontera (2016)

- Querencia – Mejor Álbum de Rock Alternativo Premios Graffiti 2020

## Canciones
El Desencanto es un álbum lanzado en 2014 que incluye las canciones:
- Los Gallos de Kentucky
- En el Camino del Sol
- El Ruido del Mar
- Pequeñas cosas
- La Eterna Maldición
- Landing Park
- Santiago

"Los Gallos de Kentucky" es el track 1 de El desencanto. Cuenta con las voces de Amalie Vilslev y de Olivia Døgg Fríðfinsdóttir, dos turistas danesas que estaban de visita en Punta del Diablo, y con las guitarras sevillanas western de Andrés Herrera El Pájaro.
La canción "En el Camino del Sol" fue trasmitida en la radio KEXP y en otras emisoras de música independiente en Estados Unidos, como la radio pública de Seattle.

## Filmografía
Molina y Los Cósmicos cuentan con tres videos oficiales producidos y lanzados en su canal de YouTube:
- En el camino del sol (2013)

El video fue grabado y dirigido por el fotógrafo argentino Edgardo Andrés Kevorkian en el departamento de Rocha, Uruguay y publicado en su canal oficial de YouTube el 2 de diciembre de 2013. El video estuvo inspirado por la película Forrest Gump con una producción improvisada en donde se puede visualizar a Nicolás Molina corriendo con sus amigos por distintos lugares de Rocha. El video se dio a conocer en el canal de YouTube Tiranos Temblad de Uruguay y en el sitio de la Revista digital Remezcla de Estados Unidos.
- Pequeñas cosas (2013)

El video cuenta con Martín Méndez en la guitarra eléctrica y bajo, con Luis Jorge Martínez en la batería, con la voz de Lu López, con
Schubert Rodríguez en el teclado, con Fernando Garaza en coros y con la acústica y voz de Nicolás Molina. La cámara es de Juan Amonte & Molina y la edición del video estuvo a cargo de Edgardo Andrés Kevorkian para KVK Fotos. Fue publicado el 25 de diciembre de 2013 en su canal oficial de YouTube.
- El Ruido del Mar (2015)

El video es una idea de Ripi Arruti. Cuenta con el montaje y la realización de Edgardo Kevorkian, Fx y Post de Emmanuel Cappelletti y las imágenes fueron filmadas en su mayoría por Nicolás Molina. La música cuenta con la voz, guitarra y batería de Nicolás Molina, con Ripi Arruti en el bajo, Schubert Rodríguez en teclados, Emma Ralph en coros y Andrés Mastrangelo en Loops. El video musical fue dirigido por Natalia Dintrans y cuenta con la participación de un coro de niños de La Escuela 5 de Rocha.